# أرتور ڤول
أرتور ڤول (بالألمانية: Artur Woll) هو عالم اقتصاد ألماني ولد في دويسبورغ في 30 أكتوبر 1923، وتوفي في 14 مارس 2020. 

## حياته
أرتور ڤول، نجل أحد عاملي المناجم في دويسبورغ، كان قد اجتاز شهادة الأبيتور الثانوية (بالألمانية: Abitur) في عام 1954 وذلك في المدرسة الثانوية المسائية في دويسبورغ. من عام 1954 إلى 1957 درس الاقتصاد والقانون والعلوم السياسية في جامعة كولونيا حيث اجتاز هناك امتحان الدبلوم في الاقتصاد وفي عام 1958 نال درجة الدكتوراه من جامعة ألبيرت لودفيج في فرايبورغ ثم عمل كمساعد باحث وبعد إنهاء تأهيله لمرحلة ما بعد الدكتوراه عمل كأستاذ محاضر في فرايبورغ برايس غاو.
في الفصل الدراسي الشتوي لعام 1964/65 تعين ڤول في منصب أستاذ الكرسي (كبير الأساتذة) في قسم الاقتصاد في جامعة جوستوس ليبيج في جيسن. وفي عام 1972 قبل منصب أستاذ الكرسي في الاقتصاد بجامعة سيجن حيث عمل أيضًا خلال الفترة من عام 1972 إلى 1980 كرئيس مؤسس لجامعة سيجن الشاملة. وقد رفض دعوات أخرى للعمل في جامعات أخرى منها جامعتي بوخوم وزيورخ.
في عام 1979 تم تعيين ڤول في المجلس العلمي من قبل الرئيس الألماني كارل كارستينز وفي عام 1986 تعين مستشارًا وأستاذًا زائراً في جامعة تشونغنان للاقتصاد والقانون في جمهورية الصين الشعبية بتكليف من البنك الدولي، وفي 8 فبراير من عام 1989 أحيل للتقاعد.
في أوائل التسعينيات من القرن الماضي تم تكليف ڤول بتأسيس كلية إدارة الأعمال في جامعة دوسلدورف.
حتى عام 2013 استمر ڤول وبشكل منتظم خلال الفصل الصيفي بتدريس المقرر الجامعي سياسة المنافسة وفي نهاية عام 2013 تقاعد بشكل نهائي.
كان ڤول أحد الموقعين على البيان الانتقادي لليورو: قرارات ماستريخت حول السياسة النقدية: خطر على أوروبا (1992).

## الأوسمة والجوائز
في العام 1981 حصل على وسام الاستحقاق لجمهورية ألمانيا الاتحادية تقديراً لعمله كرئيس ومؤسس لجامعة سيجن. وفي عام 1993 حصل على وسام الاستحقاق من الدرجة الأولى لجمهورية ألمانيا الاتحادية تقديراً لخدماته في مجال التعليم العالي ومادة الاقتصاد القومي. في 16 مارس 1990 حصل على وسام الاستحقاق من ولاية شمال الراين وستفاليا.
إضافة لما سبق كان أرتور ڤول أيضًا عضوًا فخريًا في مجلس جامعة سيجن منذ العام 1992 تقديراً لعمله كرئيس ومؤسس للجامعة. حصل على الدكتوراه الفخرية من جامعة دوسلدورف عن أعماله البحثية في الاقتصاد القومي ومن جامعة جيسن لإنجازاته البارزة في مجال العلوم الاقتصادية. كما أن هناك مجمع مباني حديث خاص برواد الأعمال والمجموعات البحثية في جامعة سيجن يحمل اسمه "مبنى آرتور ڤول"، (بالألمانية: "Artur-Woll-Haus").
وتكريما له، تمنح جمعية دعم كلية الاقتصاد ومعلوماتية الأعمال والقانون التجاري في جامعة سيجن منذ العام 2012 جائزة آرتور ڤول (بالألمانية: Artur-Woll-Preis) نهاية كل عام دراسي لأفضل خريج أو خريجة (من كل تخصص من تخصصات البكالوريوس والدبلوم والماجستير).
كان من بين التلاميذ الأكاديميين الدارسين لدى آرثر ڤول ديتر كاسيل، هربرت مولر، كلاوس شولر، هـ. يورغ ثيمه وجيرالد فوجل.

## الإصدارات المختارة
- Artur Woll: Wachstum als Ziel der Wirtschaftspolitik. J. C. B. Mohr (Paul Siebeck), Tübingen 1968, ISBN 3-16-329461-8
- Artur Woll (Hrsg.): Inflation. Definitionen, Ursachen, Wirkungen und Bekämpfungsmöglichkeiten. Vahlen, München 1979, ISBN 3-8006-0725-5
- Artur Woll: Wirtschaftspolitik. 2. Aufl., Vahlen, München 1992, ISBN 3-8006-1668-8
- Artur Woll (Hrsg.): Wirtschaftslexikon. 10. Aufl., Oldenbourg, München 2008, ISBN 978-3-486-25492-1
- Artur Woll: Volkswirtschaftslehre. 16. Aufl., Vahlen, München 2011, ISBN 3-8006-3396-5
- Artur Woll u. a.: Geldpolitik. Grundwissen der Ökonomik. Uni-TB. GmbH., Stuttgart 1975, ISBN 3-437-40028-2

## روابط إنترنت
- نصوص عن أرتور ڤول في فهرس مكتبة ألمانيا الوطنية
- Webseite Artur Woll (Universität Siegen)